# Pokémon : Attrapez-les tous !
 (octobre 2012).
Pokémon : Attrapez-les tous ! est un manga de Miho Asada se déroulant dans le monde de Pokémon. En France, les deux premiers des cinq tomes de la série sont parus chez Glénat en sens de lecture occidental. 